# Arco de Robinson

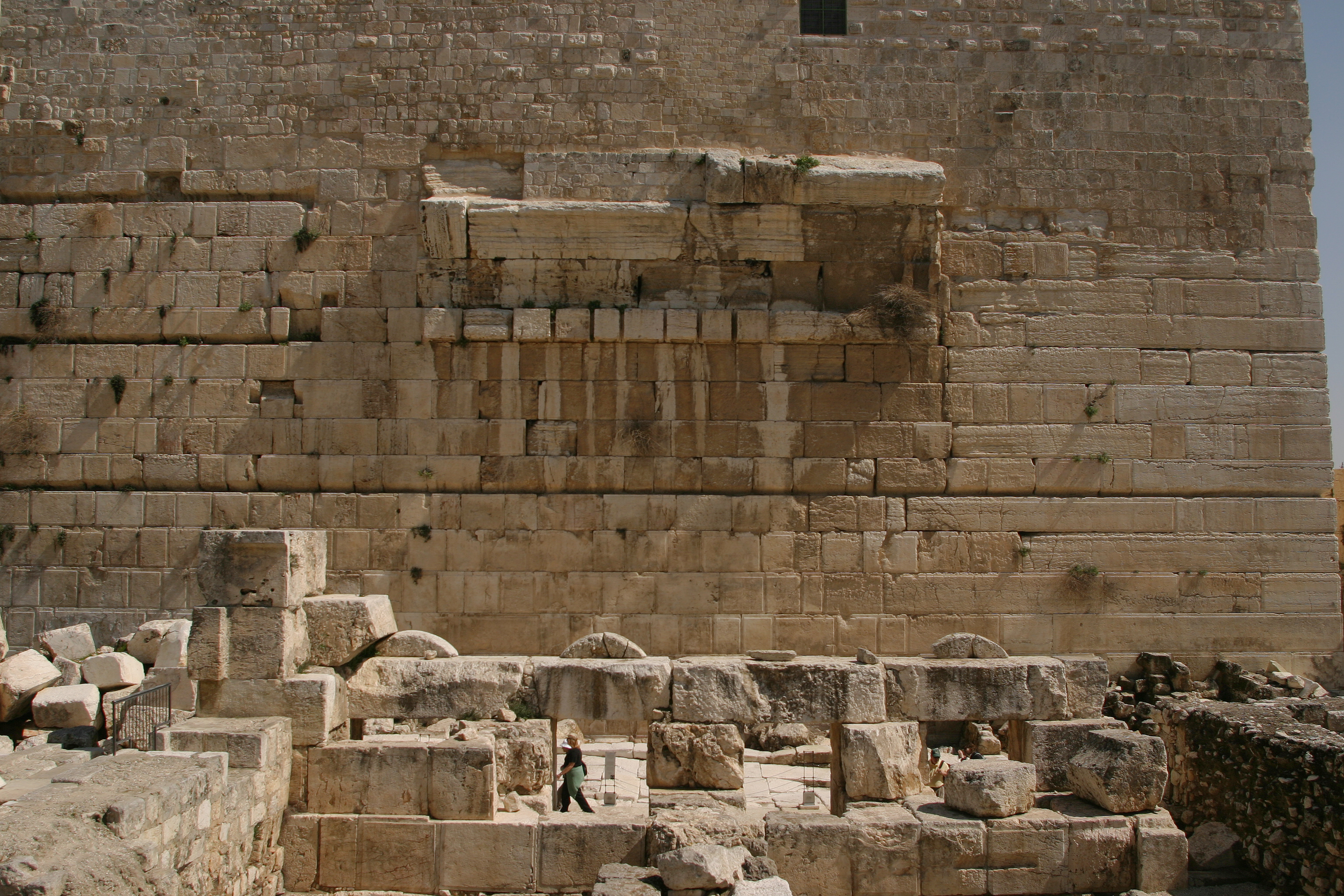
Vista frontal de los restos del arco de Robinson.

El arco de Robinson es el nombre que reciben los restos de un arco que antiguamente arrancaba desde el lateral sudoccidental del Monte del Templo, en Jerusalén. Fue erigido por Herodes I el Grande durante la reconstrucción del Segundo Templo a finales del siglo I a. C., y destruido a raíz de la primera guerra judeo-romana. Recibe su nombre en honor al erudito bíblico Edward Robinson, quien lo identificó en 1838.

## Historia

### Construcción

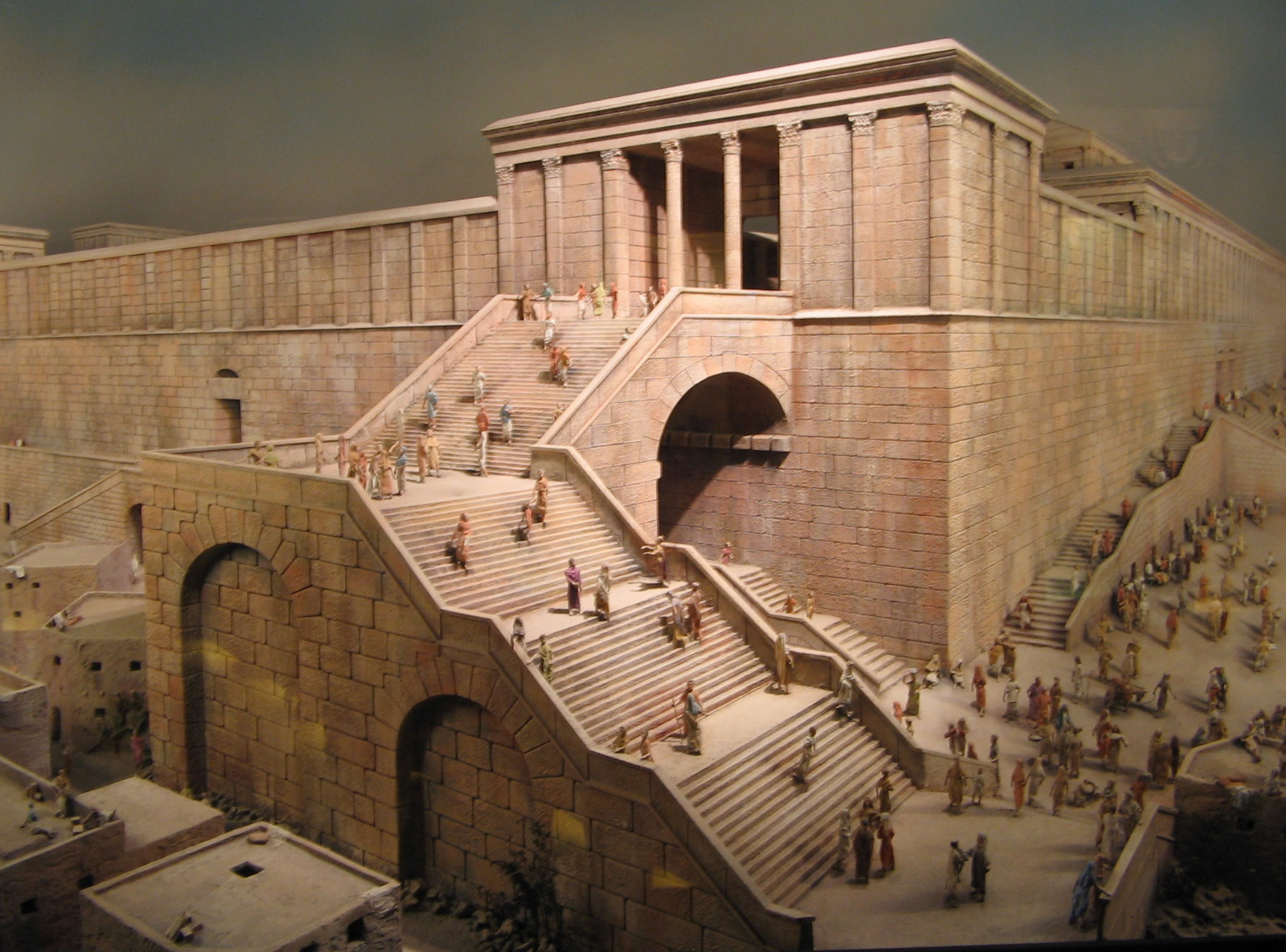
Maqueta mostrando el arco de Robinson en su estado original.

El arco de Robinson fue erigido dentro del programa de reformas del rey Herodes para el Segundo Templo, anunciado en el año 20 o 19 a. C. Fue construido para enlazar el valle del Tiropeón, una vía principal en el período del Segundo Templo, con la Estoa Real, situada en la parte meridional del recinto del Monte del Templo. Era una de las cuatro puertas a lo largo del muro occidental del complejo:

En el sector occidental del recinto amurallado se levantaban cuatro puertas: una se dirigía al palacio real a través del barranco ocupado para el tránsito, dos a los suburbios y la otra restante a la otra parte de la ciudad, continuada por numerosos peldaños que llevaban abajo, al barranco y luego, desde aquí, de nuevo arriba hasta alcanzar la ciudadela. Y es que la ciudad, que tenía la forma de un teatro, quedaba enfrente del Templo, rodeada de un hondo barranco por el costado meridional.

Una vez finalizado, el arco alcanzaba 15 metros de longitud y otros tantos de anchura, arrancando a unos 12 metros al norte de la esquina suroccidental del recinto, y alzándose unos 16 metros de altura sobre el nivel de la calle que discurría paralela al muro occidental del complejo.

### Destrucción
La destrucción del arco de Robinson aconteció durante los sucesos relacionados con el sitio y saqueo de Jerusalén en el año 70. Tradicionalmente se ha señalado a las legiones romanas como las causantes de la destrucción del recinto del Templo y del posterior incendio de toda la ciudad. No obstante, también puede ser atribuido a las facciones zelotes que habían luchado por el control del Monte del Templo, fortificándolo antes de su caída, y que después de la misma habían resistido en la parte alta de la ciudad durante un mes más.
Al sur del Monte del Templo se descubrió un miliario romano con una inscripción mencionando los nombres de Vespasiano y Tito, tallado en una de las piedras pertenecientes a la barandilla superior del arco. Este hallazgo sitúa la destrucción del arco en un momento anterior al año 79.

### Descubrimiento y excavaciones

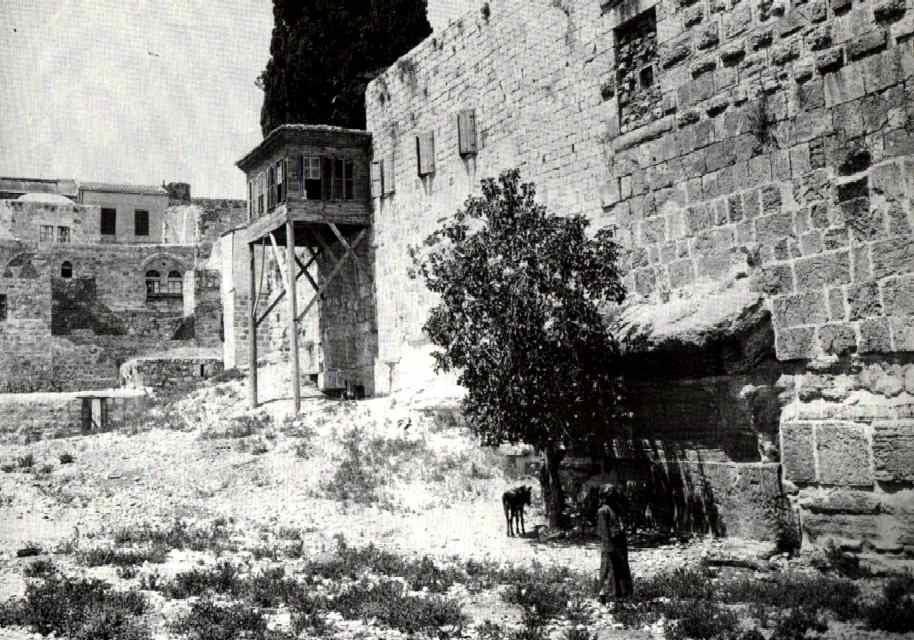
Restos del arco de Robinson, ocultos por un árbol, a mediados del.

Tan sólo tres hiladas del arco lograron perdurar hasta tiempos modernos, siendo identificadas en 1838 por el erudito bíblico Edward Robinson, motivo por el que la estructura lleva desde entonces su nombre. En esa época, antes de las posteriores excavaciones de finales del siglo XX, los restos del arco se encontraban prácticamente al nivel del suelo. Robinson creyó que había identificado el borde oriental de un puente que enlazaba el complejo del Templo con la ciudad alta, que se extendía al oeste. Durante sus investigaciones entre 1867 y 1870, Charles Warren percibió la presencia de una gran estructura de unos 12,5 metros de longitud al oeste del muro, así como otros restos del arco. Warren concluyó que estos restos pertenecían a uno de los soportes sobre los cuales habrían descansado los arcos del supuesto puente. Así, procedió a excavar una serie de siete fosas hacia el oeste a intervalos regulares, pero sin llegar a encontrar evidencias de pilares adicionales.
Fue durante las excavaciones de Benjamin Mazar entre 1968 y 1977 cuando se descubrió que la estructura era en realidad el soporte occidental de un único arco monumental. Esta estructura, de 15,2 metros de longitud por 3,6 metros de anchura, se había conservado hasta una altura de 5 metros. En ella se localizaban cuatro pequeños espacios huecos, usados posiblemente como comercios que se abrían hacia la calle herodiana que pasaba por debajo del arco. Los dinteles de las cámaras se conservaban in situ y presentaban pequeñas estructuras adosadas en forma de segmento circular, para desviar y soportar parte de la presión de la estructura superior. Las excavaciones de Mazar revelaron que la estructura constituía el muro oriental de un edificio monumental, que Mazar interpretó como los archivos de Jerusalén mencionados por Josefo. Al sur del edificio los excavadores hallaron los restos de los pilares que soportaban hasta seis arcos, que decrecían gradualmente en altura hacia el sur, hasta llegar a una distancia de 35 metros. La existencia de esos arcos, el edificio y el arco de Robinson sugiere la existencia de un monumental vuelo de escaleras que conducía hacia la Estoa Real y el propio Templo. También se hallaron numerosos peldaños de piedra, muchos aún adheridos entre sí, en las inmediaciones.
Entre 1994 y 1996 se reanudaron las excavaciones en las cercanías del arco, dirigidas por Ronny Reich y Yaacov Biling. En estas campañas se descubrieron muchos escombros producidos por el derrumbe del arco; los restos incluían tanto peldaños de ambos tramos de la escalera como piedras pertenecientes a la barandilla con acabado redondeado. Algunas de éstas permanecen aún visibles en el lugar donde fueron halladas, dentro del Parque Arqueológico de Jerusalén que ahora ocupa el lugar.

### Conflictos religiosos actuales
El arco se sitúa en la continuación hacia el sur del Muro de las Lamentaciones y de la explanada destinada a las oraciones para los fieles judíos, de forma que, al constituir la parte meridional del recinto del Templo, el gobierno israelí ha permitido utilizar el lugar para aquellos servicios religiosos que no reúnen la aprobación del Ministerio de Servicios Religiosos de Israel, controlado por el judaísmo ortodoxo. Estos incluyen servicios reformistas y conservadores, así como rezos igualitarios defendidos por los activistas de la organización Mujeres del Muro. Sin embargo, es considerado por otros como una solución poco satisfactoria, en parte debido a la declaración del lugar como sitio arqueológico y por las consiguientes restricciones de acceso y culto.